# 16690 Fabritius
16690 Fabritius este o planetă minoră (asteroid), cu un diametru de 2,624 km, din centura de asteroizi. A fost descoperită pe 28 octombrie 1994 la Observatorul Național Kitt Peak de Spacewatch. 
Obiectul prezintă o orbită caracterizată de o semiaxă mare de 2,2028418 UAi, o excentricitate de 0,15, o înclinație de 2,30695 ° în raport cu ecliptica.